# La Redoute
La Redoute är ett franskt postorderföretag, grundat år 1875.
La Redoute är Frankrikes ledande postorderföretag. Deras främsta försäljningsområde är kläder. Företaget ingår i gruppen Pinault-Printemps-Redoute (PPR), där även det kända varuhuset Printemps ingår. 
La Redoute finns, förutom Frankrike, i bland annat Storbritannien, Schweiz, Belgien, Portugal, Österrike, USA, Sverige och Spanien.
Deras koncept är att erbjuda det bästa inom klädväg bekvämt till ett billigt pris; deras slogan är Mode på Franska. I deras sortiment finns, enligt dem själva, det senaste franska modet. De säljer allt från billiga vardagsplagg till mer exklusiva designers och klädmärken som till exempel Prada, Lee, Von Dutch och Levi's.